# Distrito de San Juan Bautista (Huamanga)
El distrito de San Juan Bautista es uno de los dieciséis distritos que conforman la provincia de Huamanga, ubicada en el departamento de Ayacucho, en el Perú.

## Historia
El distrito fue creado mediante Ley n.º 13415 del 7 de abril de 1960. Su capital es el distrito de San Juan Bautista.

## Autoridades

### Municipales
- 2019 - 2022[2]
  - Alcalde: María Luz Palomino Prado, del Movimiento Regional Musuq Ñan.
  - Regidores:

  1. Sergio Sekov Canchari Castillo (Movimiento Regional Musuq Ñan)
  2. Yene Bellido Béjar (Movimiento Regional Musuq Ñan)
  3. Cayo Juan Durand Mitma (Movimiento Regional Musuq Ñan)
  4. Faustina Quispe Huamaní (Movimiento Regional Musuq Ñan)
  5. Wálter Sagastizabal Rojas (Movimiento Regional Musuq Ñan)
  6. Lorenzo Huaytalla Salvatierra (Movimiento Regional Musuq Ñan)
  7. Hipólito Cárdenas Anaya (Movimiento Regional Qatun Tarpuy)
  8. Edwin Huaytalla Quispe (Desarrollo Integral de Ayacucho)
  9. César Hinostroza Barzola (Movimiento Regional Gana Ayacucho)

### Alcaldes
| N.º | Alcalde                       | Partido                                                                | Inicio del mandato | Fin del mandato |
| --- | ----------------------------- | ---------------------------------------------------------------------- | ------------------ | --------------- |
| 1   | Teófilo López Chávez          |                                                                        | 1959               | 1961            |
| 2   | Jesús Manuel Tapahuasco Pérez | Alianza Acción Popular - Democracia Cristiana                          | 1964               | 1966            |
| 3   | Darío Gómez Juscamaita        | Alianza Acción Popular - Democracia Cristiana                          | 1967               | 1969            |
| 4   | Jesús Tapahuasco Pérez        | Acción Popular                                                         | 1981               | 1983            |
| 5   | Teófilo Vilca Cacñahuaray     | Partido Aprista Peruano                                                | 1987               | 1989            |
| 6   | Félix Santiago Yalle          | Partido Aprista Peruano                                                | 1993               | 1995            |
| 7   | Javier Cleto Zaga Bendezu     | L.I. Nro 53 Movimiento Independiente Renacer San Juanino               | 1996               | 1998            |
| 8   | Daniel Quispe Pérez           | Movimiento Independiente Ccalamaqui                                    | 1999               | 2002            |
| 9   | Salomón Hugo Aedo Mendoza     | Movimiento Independiente Unidos por el Desarrollo de San Juan Bautista | 2003               | 2006            |
| 10  | Salomón Hugo Aedo Mendoza     | Unidos por el Desarrollo de San Juan                                   | 2007               | 2010            |
| 11  | Wilber Roberto Torres Prado   | Unidos por el Desarrollo de Ayacucho                                   | 2011               | 2014            |